# Баранчик Шон
Баранчик Шон (англ. Shaun the Sheep) — серія коротких анімаційних фільмів про життя отари овець, вожаком якої є баранчик на ім'я Шон. Прем'єра перших серій відбулась у Великій Британії в березні 2007 року. Творець — Нік Парк, знятий серіал на студії «Aardman Animations» and «HiT Entertainment». Всього знято 5 сезонів по 40 серій. В Україні мультсеріал транслювався на телеканалі «Піксель».

## Історія створення
Вперше Баранчик Шон як персонаж з'явився у короткометражному фільмі Ніка Парка «Стрижка „під нуль“», із серії про Воллеса та Громіта. Собака-робот викрадав отари овець. Одному баранчику вдалось втекти і він забрів в дім до Волеса та Громіта. Там його випадково підстригли в новому винаході — автоматичній машині для стрижки овець. Після цього його назвали Шоном (англ. Shaun є омофоничним з shorn — «острижений»).
Баранчик Шон є кмітливим, сміливим і винахідливим. Він з'являвся в коротких анімаційних фільмах про Волеса та Громіта.
В серії анімаційних фільмів «Баранчик Шон» нема зв'язку з Волесом та Громітом. Дія відбувається на англійській фермі.
Восени 2009 року студія Aardman Animations приступила до роботи над продовженням серіалу. Всього було заплановано 40 епізодів, 20 з яких були готові до кінця року. Нові епізоди можна відрізнити по зовнішності персонажів, що зазнала змін (наприклад, у Бітцера і кота з'явилось хутро). Режисер — Кріс Седлер (англ. Chris Sadler).

## Головні герої
- Баранчик Шон — явний лідер серед овець. Зовні він відрізняється тим, що більш худий і дрібний у порівнянні з іншими вівцями, і у нього на голові щось на зразок зачіски з вовни. Значно розумніший і кмітливіший від інших овець. За характером він пустотливий, постійно шукає пригоди, завжди тверезо оцінює ситуацію. При цьому у нього є те, що називається високими моральними якостями: в будь-якій складній ситуації він шукає вихід і знаходить його, він завжди береться за складну справу, завжди виручає своїх друзів.

- Пес Бітцер — пес-вівчарка, який стереже отару, а також стежить за всіма іншими тваринами. При Фермері Бітцер виконує функції «старшого менеджера». Свої обов'язки виконує сумлінно, за що і користується вдячністю фермера. Але коли Фермера немає, легко забуває про всі свої обов'язки і готовий брати участь у всіх розвагах овець. Часто потрапляє в ситуацію, коли все виходить з-під контролю. Тоді йому і баранчику Шону доводиться виплутуватися. Любить читати комікси, слухати музику по радіо і на MP3-плеєрі. Ходить у синій в'язаної шапочці, з годинником на лапі; майже постійно має при собі блокнот.

- Фермер — звичайний фермер, живе один, любить всю свою роботу перекладати на Бітцера. Ходить в светрі і куртці, простих штанях і гумових ботах. Сильно короткозорий, носить окуляри з товстими лінзами. Є частиною кожної серії і найчастіше заважає витівкам овечок. Його поява зазвичай сприймається як сигнал: увага, всім просто жувати траву, робити вигляд, що більше нас нічого не цікавить. Для пересування по околицях зазвичай використовує блакитний Land Rover Series II 88 "Pickup. У фермера є брат близнюк, який сповідує кришнаїзм (епізод Karma Farmer).

- Тіммі — маленький баранчик, у нього ще тільки один зуб, він смокче соску і спить з плюшевим ведмедиком. Як і всі діти, він може ні з того ні з сього почати турбуватися і почати плакати. Тіммі часто потрапляє у халепу і баранчикові Шону доводиться його виручати. Є двоюрідним братом Шону. (Існує ще серія мультфільмів з головним героєм Тіммі, вона розрахована на найменших глядачів, тому дорослим її дивитися нецікаво).

- Мати Тіммі — завжди носить на голові бігуді, хоча і без них досить кучерява. Вона дуже турбується про Тіммі, якщо той потрапляє в біду. Тітка Шона. Під час гри у футбол стає на ворота, як воротар.

- Ширлі — найтовстіша вівця в стаді. Вона дуже лінива і постійно щось жує. Їсть вона все, що близько до неї лежить. Має грубуватий чоловічий «голос». В одній з серій Ширлі схуднув до розміру Шона, але коли на ваги пересипали цеглу, він, як через трамплін полетів у фургон зі смаколиками. Він не стримався від смакоти та став таким самим товстим, як і був.

- Стадо — стадо дружних овець Шона, яке завжди щось вигадує. Вони часто щось витворяють (наприклад: гризуть одяг фермера, беруть його їжу з холодильника і влаштовують вечірки в його будинку). Вони вічно потрапляють в колотнечі або в незручні ситуації, так що Шону і Бітцер завжди доводиться рятувати їх.

- Ганс, Брунс і Астор — противні свині, живуть в свинарнику поруч з кошарою. Вони не люблять овець і всіляко їм докучають. Глузливі, прискіпливі, жадібні і ледачі. Часто підстерігають Шона та інших овець, бажаючи доставити їм неприємності, але зазвичай це призводить до зворотного ефекту. Ненавидять і бояться всього, що зроблено зі свинини (ковбаски, сосиски) і м'ясника (в одній із серій Шон налякав їх пугалом м'ясника). Часто пустують у будинку фермера, через що отримують покарання.

Другорядні герої
- Кіт Підслі — живе у фермера в будинку (в заставці до мультфільму фермер вранці проходить повз нього і його порожньої миски). Шкідливий і ледачий, при нагоді готовий досадити вівцям, але занадто ледачий щоб цю нагоду шукати. В одній із серій підтримав фермера в його захопленнях танцями, досадивши цим вівцям. Зустрічається лише в поодиночних серіях, на відміну від Бітцера.

- Козел Жвастік — дуже дурний: жує все, що тільки йому попадеться на очі. В одній з серій фермер його прив'язав до стовбця за те, що він їв його одяг у дворі. Коли Жвастік розмотав мотузку, скошуючи траву у вигляді кола, Шон намагався його стримати, але не зміг і він мчасвя за козлом. Зупинив його Фермер, спіймавши за мотузку. Хоч козел і дурний, Фермер його використав для стрижки кущів, зробивши кущані скульптури у своєму дворі.

- Курка — теж живе на фермі. Має чотирьох курчат. Якось Шон зайшов у курник, де вилупились курчата. Вони думали, що Шон — це їх мама. Курка шукала своїх діток, але коли Шон їх привів, до справжньої мами вони не пішли. Щоб вирішити проблему, для курки зв'язали светр та шапку з шерсті Шона. Уночі Шон спав у червоних трусах з грілкою.

- Вівця-замазура/Лола — овечка, яка впала з кузова вантажівки в кущі біля ферми. З'являється тільки в одній серії «Two's Company» (Парочка). Спочатку Шон її прийняв за звичайну просту вівцю, але коли вона викупалася в басейні, то вона стала здаватися йому привабливою, і Шон закохався в неї.

- Півень — живе на фермі фермера зі своїми курками. Він всіх будить своїм кукуріканням. У серії «Cock-a-Doodle Shaun» його викрадає лис, який збирається зробити з нього суп, однак Шон і Бітцер рятують свого приятеля.

- Баран — з'являється вперше в серії «Foxy Laddie». Його, так як і інших деяких овець, купив фермер. Спочатку його оглушив лис і надів його шкуру, щоб непомітно викрасти Тіммі. Барана потім взяли в стадо Шона.

- Аріелла — подруга Бітцера. З'являється вперше в серії «Fetching». Коли Шон кидає тарілку фрісбі Бітцер, то йому не вдається її зловити, і тарілка потрапляє за межі поля. Там він і зустрічається з подружкою, де закохується в неї. Але коли вівці починають пустувати на фермі, то Бітцер розривається між вівцями і своєю любов'ю. Коли він повертається до своєї подружки, то бачить, що вона поїхала зі своїми господарями.

- Бик — агресивний і відлюдний, мешкає в окремому загоні. Якщо з якоїсь причини хто-небудь проникає в його володіння або він бачить червоний колір, у мешканців ферми виникають неприємності.

- Качки — часто з’являються в мультсеріалі. У першому сезоні одна качка потрапляє в різні халепи через витівки Шона в епізодах «Off the Baa!», «Bath Time» і «Tidy Up» (Прибирання). Інколи її можна побачити разом з її «подружками». У другому сезоні з’являються дві качки (наприклад, у серії «Bitzer's New Hat» вони проходять повз Бітцера і сміються з нього із-за шапки, подарованої Фермеру від її племінниці), а в третьому сезоні їх знову замінює одна повністю біла качка.

- Інопланетяни — з’являються в епізодах «The Visitor», «Shaun Encounters», «Caught Short Alien» і «Cat Got Your Brain», а також коротко в епізоді «Spring Lamb». Вони зелені й мають одне велике око на верхівці голови. Незважаючи на свою передову наукову технологію, яка часто стає причиною проблем для тварин на фермі, вони демонструють людську поведінку та загалом доброзичливий характер.

- Рознощик піцци — милий та доволі добрий підліток зі світлим та довгим волоссям. Працює у піццерії. Під час доставки піцци їздить на мопеді. Носить окуляри. Коли Шон з друзями у вигляді людини замовляли піццу, у них не було грошей, щоб розрахуватись. Але ситуацію врятувало те, що вівці випадково принесли з собою жабу. Підліток прийняв її за свого друга та за такий подарунок віддав піццу безкоштовно.

- Бабуся — стара жінка з поганим характером і короткозорістю, яка з'являється в епізодах «Take Away» і «Save the Tree». Також вона з’являється в епізодах «Two's Company», де штовхає візок, «The Big Chase», змушуючи свиней підвезти її в їхній машині, та інших. Дуже часто б’є людей (або тварин) своєю сумкою, коли ті ненавмисно її дратують.

## Українське озвучення
Мультсеріал озвучено студією «Так Треба Продакшн» на замовлення телеканалу «Піксель».

### (1—4 сезони, короткометражки «Овечки-чемпіони»)
| Актор           | Роль                               |
| --------------- | ---------------------------------- |
| Анатолій Пашнін | читає переклад пісні і назви серій |

### (5 сезон)
| Актор             | Роль   |
| ----------------- | ------ |
| Володимир Терещук | вокал  |
| Дмитро Терещук    | диктор |

## Міжнародне мовлення
| Країна               | Місцева назва                      | Мовник                      | Посилання |
| -------------------- | ---------------------------------- | --------------------------- | --------- |
| Албанія              |                                    | RTSH Fëmijë                 |           |
| Вірменія             |                                    | Shant TV                    |           |
| Австрія              | Shaun das Schaf (укр. Вівця Шон)   | ORF                         |           |
| Азербайджан          | Quzu Şon (укр. Баранчик Шон)       | ARB Günəş                   |           |
| Боснія і Герцеговина | Ovčica Šoni (укр. Овець шоні)      | BHT 1                       |           |
| Бразилія             | Shaun, o Carneiro (укр. Вівця Шон) | - TV Cultura - Universal TV |           |
| Канада               |                                    | Knowledge Kids              |           |
| КНР                  |                                    | - TVB Pearl - CCTV-14       |           |